# Beaucourt-en-Santerre
Beaucourt-en-Santerre là một xã ở tỉnh Somme, vùng Hauts-de-France, Pháp.

## Địa lý
Thị trấn này tọa lạc 15 dặm Anh về phía đông nam của Amiens trên giao lộ của đường D28 và đường D934.

## Dân số
| 1962                                                         | 1968 | 1975 | 1982 | 1990 | 1999 |
| ------------------------------------------------------------ | ---- | ---- | ---- | ---- | ---- |
| 80                                                           | 83   | 84   | 82   | 101  | 114  |
| Số liệu điều tra dân số từ năm 1962, dân số không tính trùng |      |      |      |      |      |